# Гірін Сергій Вікторович
Сергій Вікторович Гірін (рос. Сергей Викторович Гирин; 17 червня 1963) — радянський і російський актор.

## Біографія
У 1989 закінчив слов'янське відділення філологічного факультету МГУ. У 1992 закінчив діючий факультет БТА. Щусіна (професор Ю. а. Авшаров). Працював у театрі. М. Н. Єрмолова. У трупі Московського театру «Соваднік» з 1998.
1992—1993 є «іноземне мовлення» диктор для Чехословаччини. 2002-автор програми Олени Степаненко «Kyshkin DOM» (НТВ). 2003-диктор програми «сила факту» (джерело «культура»). 2004-автор програми «сміється дозволена!» (РТР). 2004 — автор казки «чудеса після уроків» (автор а. Комін С., собор Христа Спасителя в Москві). 2006-переклад п'єси Міро Гавран «чоловік моєї дружини» (виступ «чоловіка дружини», театральної спільноти «Арт-партнер ХХІ», Ю. А. Огарьов). 2007-диктор програми «таємниці часу» (телеканал «Звезда») заслужений артист Російської Федерації (2014). Заслужений діяч мистецтв міста Москви.